# Jole
Jole (en georgiano: ხოლე; en abjasio: Холе) es una aldea que pertenece a la parcialmente reconocida República de Abjasia, dentro del distrito de Gali, aunque de iure es parte del municipio de Gali de la República Autónoma de Abjasia de Georgia.

## Geografía
Jole se encuentra en la margen derecha del río Eriskalli, en las estribaciones montañosas de Abjasia y a 15 km de Gali. Las aldea se administra desde el pueblo de Dijazurga.  